# Vivien Beil
Vivien Beil (* 12. Dezember 1995 in Jena) ist eine deutsche Fußballspielerin.

## Karriere

### Vereine
Beil begann ihre aktive Karriere in der G-Jugend der männlichen Junioren des FC Carl Zeiss Jena und schloss sich 2008 dem FF USV Jena an. Vivien Beil wurde 2010 als Talent des Jahres der Stadt Jena geehrt. Im Sommer 2011 wurde sie noch als B-Jugendspielerin in den Bundesligakader des FF USV Jena hinaufgezogen und erzielte bei ihrem Debüt im DFB-Pokalwettbewerb gegen Tennis Borussia Berlin ihr erstes Pflichtspieltor. Am 21. August 2011 debütierte sie in der Bundesliga bei der 0:3-Niederlage im Heimspiel gegen den VfL Wolfsburg, als sie in der 65. Minute für Sylvia Arnold zum Einsatz kam. Ihr erstes Tor in der Bundesliga erzielte sie am 20. Mai 2012 (21. Spieltag) bei der 2:3-Niederlage im Auswärtsspiel gegen Bayer 04 Leverkusen mit dem Treffer zum 1:0. Am 19. Juli 2012 unterschrieb sie ihren ersten Profi-Vertrag mit dem FF USV Jena, der bis zum 30. Juni 2013 datiert war.
Am 26. April 2015 wurde Beil vom FF USV Jena verabschiedet. Sie setzte ihre Karriere an der US-amerikanischen University of Maine fort, an der sie sich für ein Medizinstudium einschrieb und in das Sport-Team Black Bears aufgenommen wurde. Am 14. August 2015 gab sie ihr Debüt in der America East Conference, in der ihr durch ein Freistoßtor aus rund 20 Metern ihr erstes Tor gelang. Nach zwei Jahren an dieser Bildungseinrichtung (und 33 Meisterschaftsspielen und sechs Toren) setzte sie ihr Studium an der University of Connecticut fort und kam für das Sport-Team der Bildungseinrichtung, den Huskies, in 32 Meisterschaftsspielen zum Einsatz, in denen sie sieben Tore erzielte. Parallel bestritt sie im Jahr 2019 ein halbes davon für Connecticut Fusion in der United Women’s Soccer Punktspiele, bevor sie im Januar 2020 nach Italien zurückkehrte und im SSD Napoli in der Serie B ihren neuen Verein fand. Nachdem sie aufgrund der Unterbrechung des Spielbetriebs, im Zuge der COVID-19-Pandemie, nur zu zwei Einsätzen für den Verein aus Neapel gekommen war, unterschrieb sie am 8. Juli 2020 beim Serie-A-Aufsteiger San Marino Academy aus der gleichnamigen von Italien umgebenen Enklave, kehrte jedoch im August 2020 zum SSD Napoli zurück. Anschließend war sie von August 2021 bis August 2023 Vertragsspielerin von Como Calcio, mit dem sie am Saisonende 2021/22 in die Serie A aufstieg und in dieser Spielklasse 14 Punktspiele in der regulären Saison bestritt und zwei Tore erzielte sowie acht Punktspiele in der Abstiegsrunde bestritt und ein Tor erzielte. In der Folgesaison bestritt sie 22 von 30 Saisonspielen für Parma Calcio in der Serie B. Im Juli 2024 kehrte sie zum SSD Napoli zurück.
Anfang August 2025 gab Beil bekannt, dass sie ihre aktive Spielerkarriere beendet.

### Nationalmannschaft
Seit 2010 gehört Beil zum Kader der U16-Nationalmannschaft. Ihr Debüt im Nationaltrikot gab sie am 11. Mai 2011 in Tamai, Italien beim 2:0-Sieg über die Auswahl Italiens; ihr erstes Länderspieltor gelang ihr in ihrem zweiten Länderspiel im finnischen Äänekoski beim 1:1-Unentschieden gegen die Auswahl Islands im Turnier um den Nordic-Cup.
Am 7. Oktober 2011 wurde sie erstmals in den Kader der U17-Nationalmannschaft berufen. Am 18. Oktober 2011 krönte sie ihr Debüt beim 2:1-Sieg in Duisburg über die Auswahl der Niederlande mit ihrem ersten Länderspieltor, dem vorentscheidenden 2:0 in der 16. Minute. Bei der Europameisterschaft 2012 gewann Vivien Beil mit der Mannschaft den Titel. Dabei bereitete sie im Finale gegen Frankreich den 1:1-Ausgleich von Pauline Bremer vor. Im September 2012 wurde sie von Trainerin Anouschka Bernhard ins Aufgebot für die U17-Weltmeisterschaft in Aserbaidschan berufen. Sie erzielte im ersten Turnierspiel am 23. September 2012 beim 2:1 gegen Ghana die Führung. Im Herbst 2012 gehörte sie dem Kader der U19-Nationalmannschaft an und absolvierte bis September 2013 vier Länderspiele.

## Erfolge / Auszeichnungen
- U17-Europameister 2012
- Nachwuchssportlerin des Jahres 2012[27]
- Talent des Jahres 2010[28]

## Sonstiges
Während ihrer Fußballkarriere besuchte Beil das Joh.Chr.Fr. GutsMuths Sportgymnasium in Jena. Daneben wurde sie 2010 vom Kinderfernsehsender KiKA in der Reihe „KI.KA LIVE - Ein Fall für Jess“ begleitet, die in der Dokumentation ihren Weg zum Fußball-Profi nachzeichnete.